# Farthest South
La expresión anglosajona Farthest South, que significa literalmente, «lo más lejos al Sur» o «el Sur más lejano», es una expresión que se usa para designar el «punto más al sur» o la latitud más meridional alcanzada por los exploradores antes de conseguir la conquista del polo Sur, momento en el que la expresión ya no tenía objeto. Ausente de las preocupaciones de los primeros navegantes del hemisferio austral, la expresión fue ampliamente utilizada cuando la conquista del sur se intensificó en el siglo XIX e inicios del siglo XX.
Los primeros pasos significativos en el avance hacia el sur fueron el descubrimiento de las tierras al sur del cabo de Hornos en 1619, el cruce del círculo polar antártico por James Cook en 1773 y el primer avistamiento confirmado del territorio de la Antártida en 1820.
Años antes de que la conquista del Polo fuera un objetivo realista, otros motivos dirigieron a los aventureros hacia el sur. En un inicio, la fuerza motivadora fue el descubrimiento de nuevas rutas comerciales entre Europa y el Lejano Oriente. Después de que tales rutas fueron establecidas y que las características geográficas principales de la Tierra fueran trazadas, el aliciente para los aventureros mercantiles fue descubrir ese fértil continente de Terra Australis que, de acuerdo al mito, se encontraría escondido en el sur. La creencia en la existencia de esa tierra de riquezas persistió hasta bien entrado el siglo XVIII, pues las personas eran reacias a aceptar lo que el historiador Roland Huntford describiría más tarde como «la siniestra verdad», un entorno frío y hostil en el sur, corroborado por los descubrimientos de islas cubiertas de hielo e inhóspitas en el océano Austral.
Los viajes de James Cook de 1772 a 1775 demostraron con certeza la naturaleza hostil de esas tierras ocultas. El interés en posibles actividades comerciales decayó enseguida, manteniéndose en favor de viajes de exploración y descubrimiento, como las expediciones de James Weddell y James Clark Ross durante la primera mitad del siglo XIX. Después del primer desembarco confirmado en el suelo de la Antártida en el siglo XIX, la búsqueda de la latitud más al sur fue, en realidad, la «carrera hacia el Polo». Los británicos estaban a la vanguardia de tales esfuerzos, que se caracterizaron por la rivalidad entre Robert Falcon Scott y Ernest Shackleton durante la «edad heroica de la exploración de la Antártida». Sin embargo, la primera persona en alcanzar el «punto más al sur», en última instancia, es decir, el mismísimo Polo Sur en los 90°S, fue un noruego, Roald Amundsen, en diciembre de 1911.

## Primeros navegantes

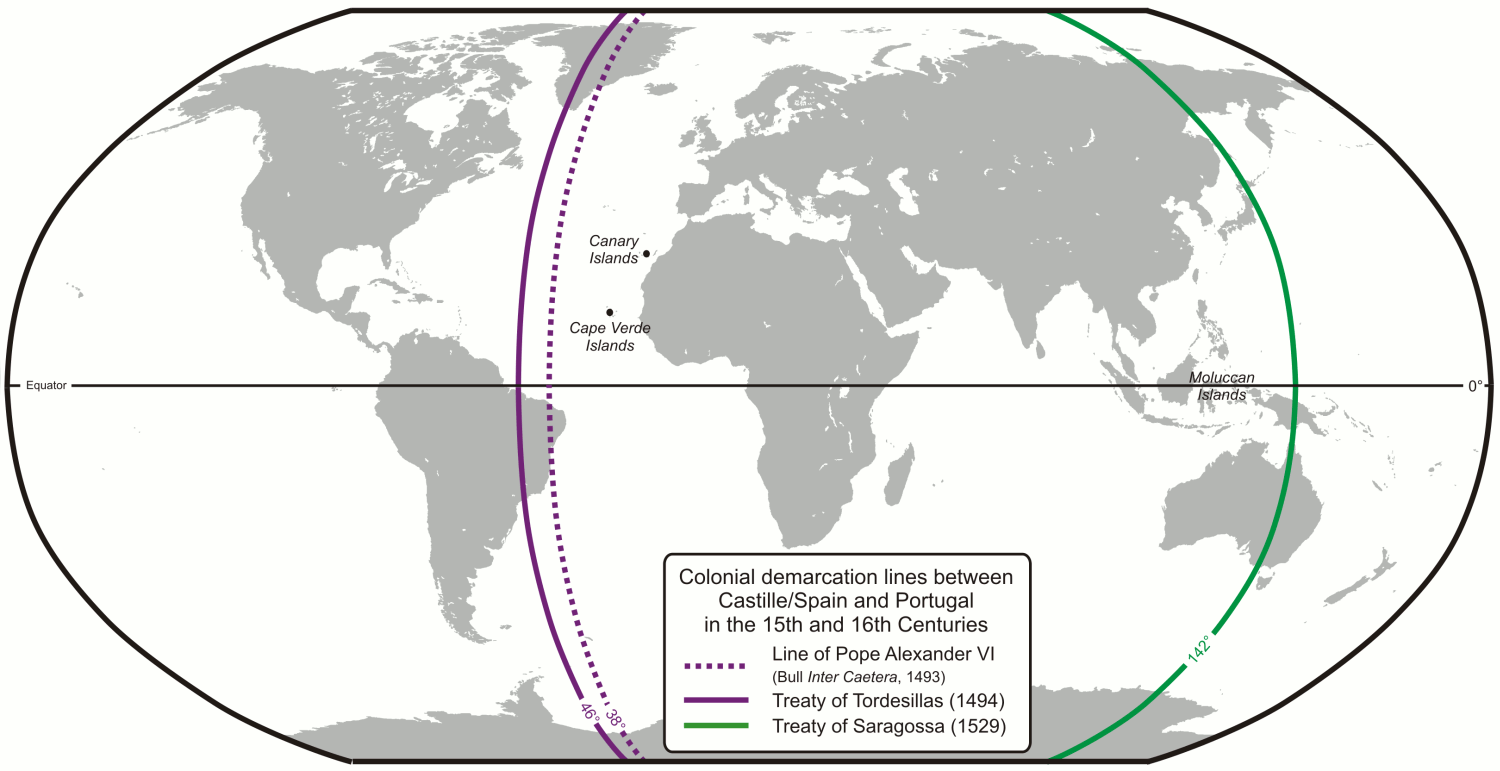
Tratado de Tordesillas (1494) (línea continua).

En 1494 las principales potencias marítimas, Portugal y España, firmaron el Tratado de Tordesillas, que establecía una línea imaginaria en medio del océano Atlántico y atribuía todas las rutas comerciales al este de esa línea a Portugal, lo que le concedía el control de la única ruta conocida al este —vía cabo de Buena Esperanza y océano Índico.
El Tratado obligó a España, y más tarde a otros países, a buscar una ruta hacia el oeste a través del océano Pacífico. La exploración del Sur se inicia en el marco de la búsqueda de esa nueva ruta marítima.

### Fernando de Magallanes

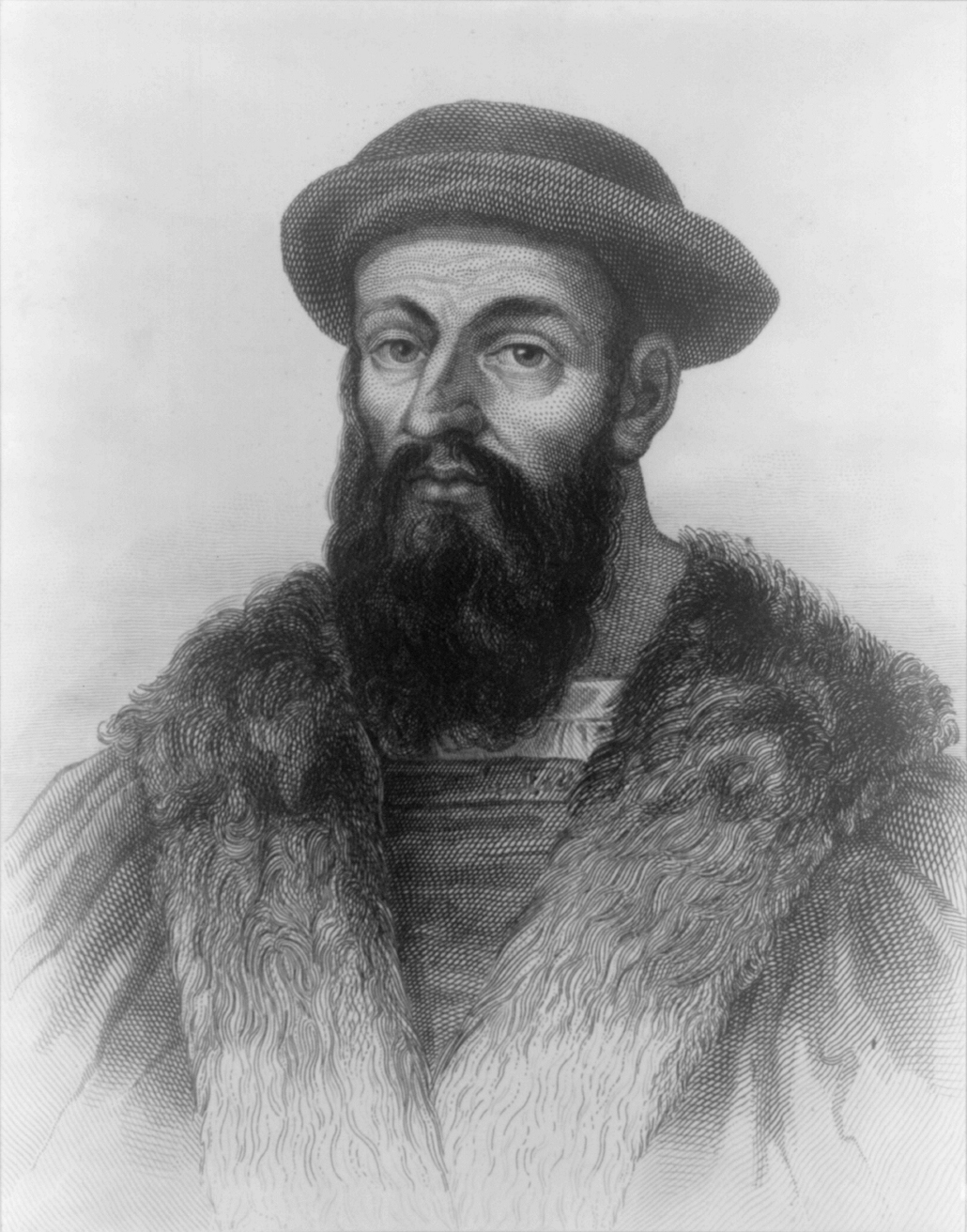
Fernando de Magallanes.

Aunque portugués de nacimiento, Fernando de Magallanes sirvió a Carlos V, entonces rey de España y, desde 1520, emperador del Sacro Imperio Romano Germánico. En su nombre, el 10 de agosto de 1519 dejó Sevilla al frente de una flota de cinco barcos, en busca de una ruta comercial por el oeste con destino a las Molucas, territorio situado en la región oriental de la Indias Orientales. El éxito de esa expedición dependía del descubrimiento de un estrecho o paso por las tierras de América del Sur, o la encontrar la punta sur del continente para poder contornearla. La costa de Sudamérica fue avistada el 6 de diciembre y Magallanes se dirigió al sur con cuidado, siguiendo la costa hasta llegar a los 49°S el 31 de marzo de 1520. El lugar en que arribó es desconocido y Magallanes decidió pasar el invierno austral en ese sitio y establecer una colonia en Puerto San Julián.
En septiembre, el viaje continuó hacia el sur de la costa inexplorada, hasta alcanzar el 21 de octubre el paralelo 52°S. Ahí Magallanes encontró una bahía profunda que, después de reconocerla, parecía ser el estrecho que estaba buscando (y que ahora lleva su nombre). Mientras la flota se dirigía hacia el océano Pacífico, en noviembre de 1520, alcanzaron el punto más al sur en el estrecho, cerca de los 54°S. Esos marineros alcanzaron el «punto más al sur» jamás navegado en esa época por ningún navegante europeo, aunque el éxito de ese logro se vio socavado por la existencia de indígenas todavía más al sur, en Tierra del Fuego, que constituían la presencia humana más al sur conocida. Sea como fuere y a pesar de que Magallanes no intentaba la búsqueda del punto más al sur, su logro fue una referencia para aquellos que vendrían después de él.

### Francisco de Hoces
El mérito de haber visto por vez primera un paso al sur de la Tierra del Fuego se le atribuye a Francisco de Hoces, en el transcurso de la Expedición de García Jofre de Loaísa. La flota de seis naves comandada por Loaísa, partió de La Coruña, España, el 24 de julio de 1525. En enero de 1526, la nave que comandaba Hoces, el San Lesmes, fue apartada de la flota y derivó al sur de la entrada atlántica del estrecho de Magallanes hasta llegar a un lugar donde la tripulación creyó ver un promontorio y agua más allá, lo que indicaba el extremo sur del continente, a unos 55°S. Es pura especulación intentar identificar el promontorio que vieron, incluso aunque sea muy posible que haya sido el mismo cabo de Hornos. Sobre la base de esta hipótesis, algunos, en varios países de habla española, argumentan que Hoces habría descubierto el estrecho, que hoy se conoce como el pasaje de Drake, más de cincuenta años antes que el explorador británico y corsario Francis Drake, pero la falta de pruebas que corroboren esta hipótesis hace que sea dudosa. Por eso en España y en parte de Hispanoamérica se llama mar de Hoces al Pasaje de Drake de los anglosajones.

### Francis Drake

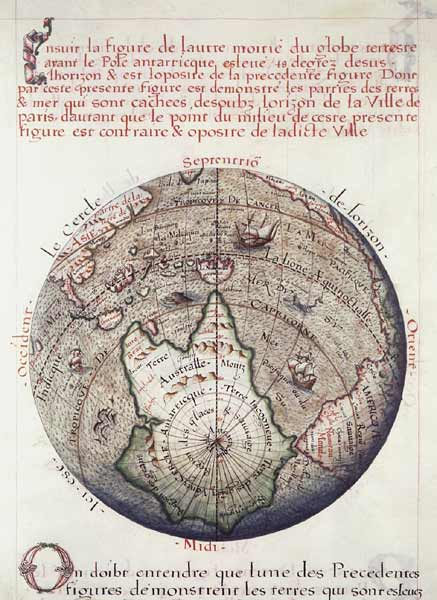
Un mapa de la Antártida, como era imaginada en 1583, extendiéndose al norte del Trópico de Capricornio.

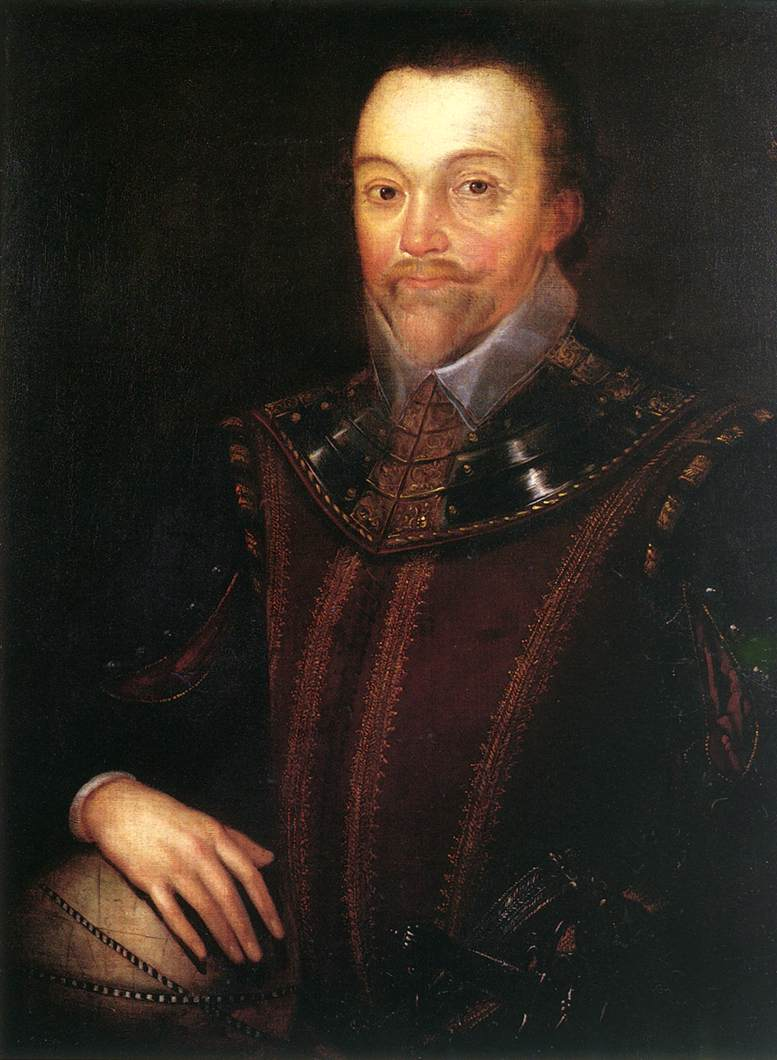
Francis Drake.

Francis Drake zarpó de Plymouth el 15 de noviembre de 1577 al frente de una flota de cinco buques encabezada por su buque insignia, el Pelican, posteriormente rebautizado como The Golden Hinde. Tenía como principal objetivo el saqueo y no la exploración y sus destinos iniciales eran las ciudades españolas no fortificadas situadas en la costa del Pacífico de Chile y Perú. Siguiendo la ruta tomada por Magallanes, Drake llegó a Puerto San Julián el 20 de junio. Después de una escala de casi dos meses, Drake reemprendió el viaje con una flota reducida de tres buques y una pequeña chalupa. Sus navíos entraron en el estrecho de Magallanes el 23 de agosto y llegaron al océano Pacífico el 6 de septiembre.
Drake comenzó entonces el ascenso hacia el noroeste, pero la flota fue dispersada por una tormenta al día siguiente. El Marigold fue tragado por una ola gigante, mientras que el Elizabeth logró llegar hasta el estrecho de Magallanes y comenzó su remontada al este hacia Inglaterra. En cuanto a la chalupa, se perdió entonces. Los vientos duraron más de siete semanas. La Golden Hinde fue empujada hacia el oeste y el sur, y debió de luchar contra el viento para alejarse de la tierra. El 22 de octubre, la flota desembarcó en una isla que Drake bautizó como "isla Elizabeth", donde encontraron la leña necesaria para cocinar y donde cazaron focas y pingüinos para abastecerse de carne.
Según el piloto portugués de Drake, Nuno da Silva, su posición al anclar eran los 57°S, aunque no hay ninguna isla en esa latitud. Las islas Diego Ramírez, entonces desconocidas, localizadas en los 56°30′ S, están desprovistas de árboles y por lo tanto no pueden ser esas islas donde la tripulación de Drake recogió madera. Esto indica que el cálculo estaba equivocado y que la navegación pasó muy cerca del cabo de Hornos o incluso de la misma isla de Hornos, que sería donde Drake habría desembarcado. Su latitud sur más extrema sólo puede asimilarse a la de cabo de Hornos, 55°59′ S. En su informe, Drake escribió: 

El cabo o extremo de tierra más lejano de todas estas islas está cerca de los 56 grados, más allá de la cual no hay islas de importancia, que se vean al sur salvo el encuentro del océano Atlántico y el Mar del Sur.
The Uttermost Cape or headland of all these islands stands near 56 degrees, without which there is no main island to be seen to the southwards but that the Atlantic Ocean and the South Sea meet
Francis Drake

El mar abierto al sur del cabo de Hornos es ahora conocido como el pasaje de Drake.

### La expedición de García de Nodal
El primer franqueamiento que se conoce del paso de Drake se logró en febrero de 1619 y fue realizado por los hermanos Bartolomé y Gonzalo García de Nodal. Durante esta expedición, descubrieron un pequeño grupo de islas a unos 100 kilómetros al suroeste del cabo de Hornos, en la latitud 56°30′ S. Bautizaron las islas Diego Ramírez, según el nombre del piloto de la expedición. Estas islas siguieron siendo «el punto más al sur», hasta el descubrimiento de las islas Sandwich por el capitán James Cook en 1775.

### Otros descubrimientos
Otros viajes aportaron nuevos descubrimientos en los mares australes. En agosto de 1592, el marino inglés John Davis encontró refugio «en medio de unas islas previamente desconocidas» que se supone eran las islas Malvinas. El descubrimiento de la Islas Malvinas también es reclamado por otros, como el neerlandés Sebald de Weert en 1600, de donde viene el nombre dado a la parte superior de este grupo de islas Sebaldinas. En 1675, el navegante y comerciante inglés Anthony de la Roché avista Georgia del Sur. En 1739, el francés Jean-Baptiste Charles Bouvet de Lozier descubrió la isla Bouvet y en 1772, su compatriota, Yves Joseph de Kerguelen de Trémarec descubrió las islas Kerguelen. Sin embargo, aunque La Roche y Bouvet cruzaron el frente polar para penetrar en las regiones antárticas, ninguno de sus resultados superaron la latitud Sur registrada por los hermanos García de Nodal.

## Los primeros exploradores de la Antártida

Las grandes exploraciones en la Antártida, entre el y el.

### James Cook

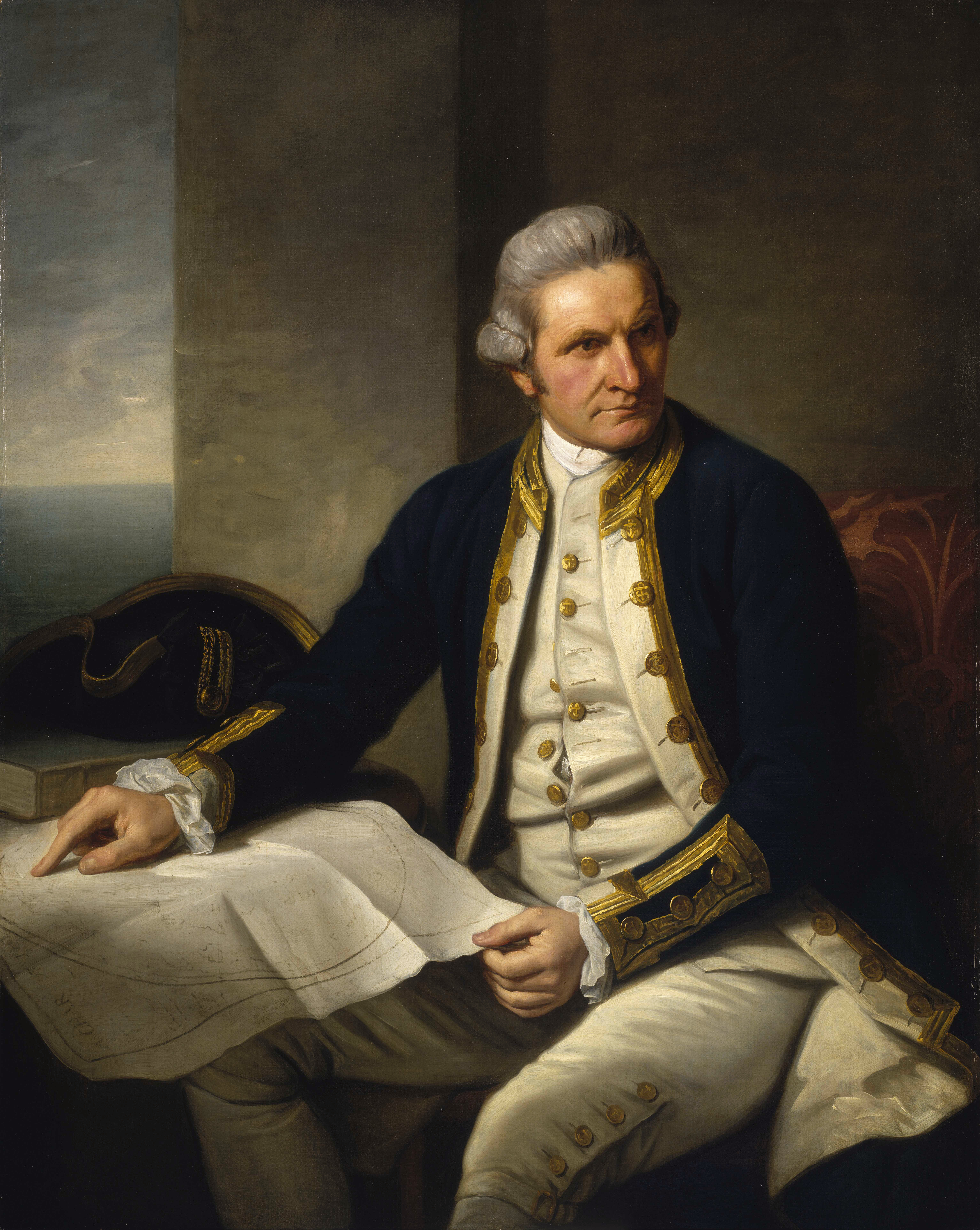
El capitán James Cook

El segundo viaje del capitán Cook, que tuvo lugar entre 1772 y 1775, fue esencialmente una búsqueda de la hipotética Terra Australis, que en ese momento se creía se encontraría en las latitudes sur, por debajo del paralelo 40°S. La expedición, compuesta por el HMS Resolution y el HMS Adventure, salió de Inglaterra en septiembre de 1772 a realizar un importante trabajo científico. Partieron de la bahía Table, Sudáfrica, el 22 de noviembre, y se dirigieron derechos al sur. Los vientos fuertes que encontraron derivaron los buques hacia el este hasta encontrar el hielo el 10 de diciembre. La banquisa formaba una barrera casi ininterrumpida, que requería para sortearla una gran experiencia marítima. Lograron encontrar la manera y la expedición de Cook continuó hacia el sur en aguas abiertas y alcanzó así, el 17 de enero de 1773, el círculo polar antártico, a los 66°20′ S, latitud a la que ningún barco antes había logrado llegar. En este punto, sin embargo, la progresión de Cook se vio detenida por el hielo y debió de poner rumbo noreste navegando a vela hacia Nueva Zelanda, donde llegó el 26 de marzo.
Durante los meses siguientes, la expedición exploró el océano Pacífico Sur, antes de que Cook no condujese el HMS Resolution más hacia el sur —el HMS Adventure se replegó a Sudáfrica, tras un enfrentamiento con los nativos de Nueva Zelanda. Esta vez, Cook fue capaz de penetrar profundamente más allá del Círculo polar antártico, y alcanzó los 71°10′ S el 30 de enero de 1774, su «punto más al sur», pero el hielo le impidió seguir adelante. Esta marca se mantuvo invicta durante 49 años.
En el curso de sus viajes en aguas de la Antártida, el capitán Cook dio la vuelta al mundo en latitudes más allá del paralelo 60°S, en general, sin ver nada más que islas inhóspitas, sin ningún rastro de ese continente tan fértil que algunos todavía soñaban encontrar algún día en el sur. Cook escribió que si ese continente existiese «sería un país condenado por la naturaleza» «(a country doomed by nature»), y que «ningún hombre irá más allá de lo que he hecho y la tierra al sur nunca será explorada» («no man will venture further than I have done, and the land to the South will never be explored»). Y concluía: «Si lo imposible fuese logrado y la tierra alcanzada, eso sería completamente inútil y sin ningún beneficio para su descubridor ni para su país». («Should the impossible be achieved and the land attained, it would be wholly useless and of no benefit to the discoverer or his nation»).

### La búsqueda de la Tierra Australis
A pesar de la predicción de Cook, el inicio del siglo XIX vio muchos intentos de penetrar más al sur y descubrir nuevas tierras. En 1819, William Smith, comandante del bergantín Williams, descubrió las islas Shetland del Sur, y un año después Edward Bransfield, a bordo del mismo barco y acompañado por Smith, vio la península de Trinidad, en el extremo norte de la Tierra de Graham. Unos días antes del descubrimiento de Bransfield, el 27 de enero de 1820, el capitán ruso Fabian von Bellingshausen, en otro sector de la Antártida, vislumbró la costa de lo que hoy es conocida como la Tierra de la Reina Maud. De modo que se le atribuye ser el primero que vio el propio continente.
En 1821, John Davis, un capitán norteamericano que cazaba focas, desembarcó a la cabeza de un pequeño grupo en una zona de tierras vírgenes más allá de las islas Shetland del Sur. «Creo que esta Tierra Meridional es un continente» («I think this Southern Land to be a Continent»), escribió en su diario de a bordo; si tuviese razón, su equipo y él mismo habrían sido los primeros en poner pie en el continente antártico. Sin embargo, a pesar de todas estas aventuras y descubrimientos, la marca de Cook seguía siendo buena.

### James Weddell

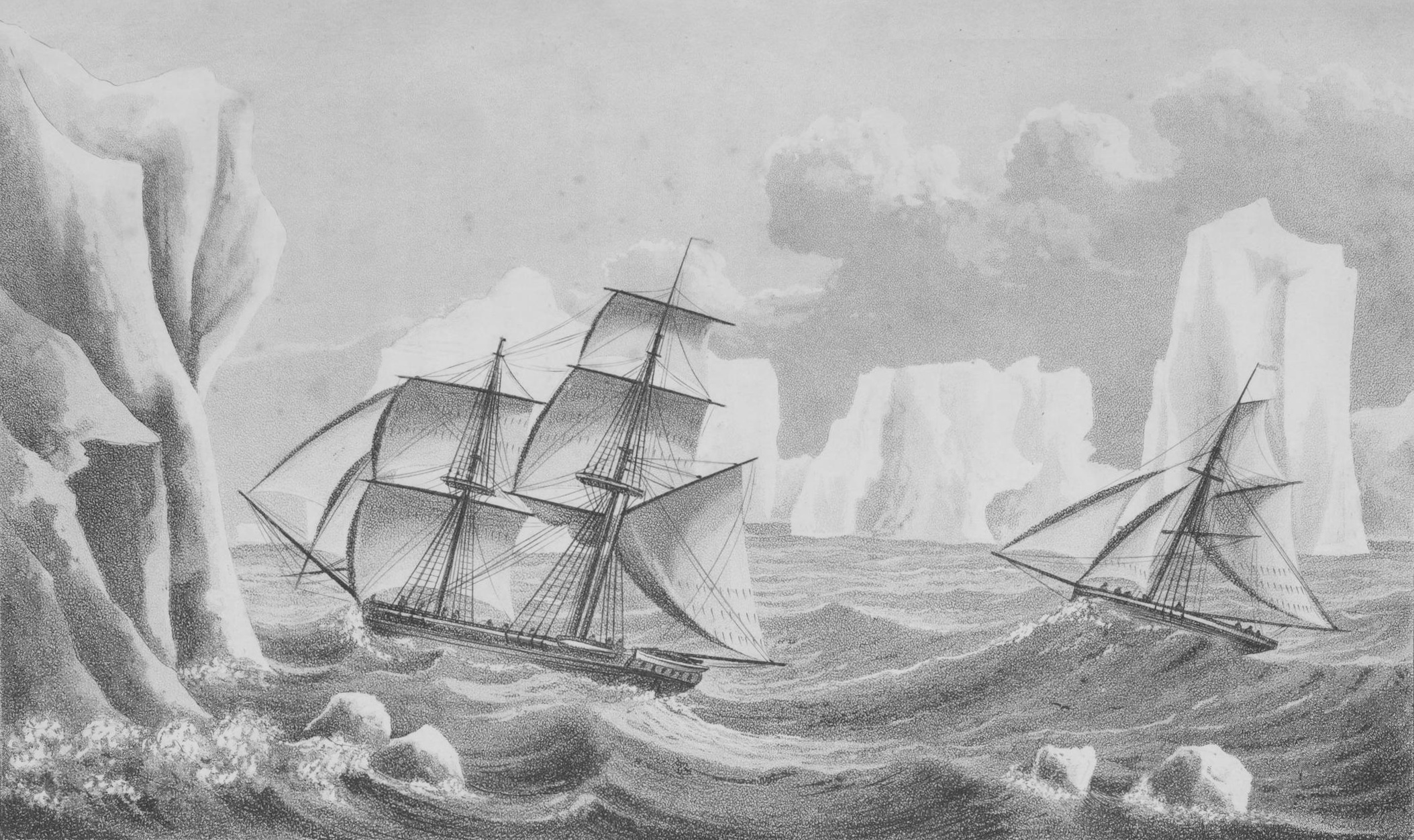
Los buques de Weddell, Jane y Beaufoy.

James Weddell fue un marino británico que sirvió en la Marina Real Británica y de la marina mercante británica, antes de embarcarse en sus primeros viajes en aguas antárticas. En 1819, al mando del bergantín Jane, que había sido armado para la caza de ballenas, se embarcó a las zonas de pesca entonces recién descubiertas cerca de las islas Georgias del Sur y de las Sandwich del Sur. Vio en este viaje la oportunidad de avistar las islas Aurora, de las que se había informado a 53°S, 48°W por el barco español Aurora en 1762. Weddell no las encontró, simplemente porque no estaban en esa latitud, pero obtuvo una buena ganancia de la campaña de caza de focas.
En 1822, Weddell, aún al mando del Jane, esta vez acompañado por un barco más pequeño, el Beaufoy, se dirigió al sur con instrucciones de su empresario, indicándole que si la caza de focas no resultase exitosa debía entonces realizar la «exploración más allá de cualquier navegante anterior» («investigate beyond the track of former navigators»). Esto convenía al temperamento innato de explorador de Weddell y equipó la nave de cronómetros, termómetros, brújulas, barómetros y cartas marinas. En enero de 1823, exploró las aguas entre las islas Sandwich del Sur y las islas Orcadas del Sur en busca de nuevas tierras. Al no encontrar ninguna, puso rumbo sur a lo largo del meridiano 40°O, penetrando profundamente en el mar que ahora lleva su nombre. La temporada fue muy tranquila y Weddell señaló que «ninguna partícula de hielo de ningún tipo fue vista» («not a particle of ice of any description was to be seen»). El 20 de febrero de 1823 alcanzó un nuevo punto más al sur, situado a los 74°15′ S, tres grados más de la marca anterior de Cook. Sin saber que estaba cerca de la tierra, Weddell decidió regresar al norte, convencido de que el mar seguía extendiéndose hasta el Polo Sur. Si hubiese navegado dos días más hubiese alcanzado la Tierra de Coats, que fue descubierta en 1904 por William Speirs Bruce en la expedición Scotia (1902-1904). A su regreso a Inglaterra, la afirmación de Weddell de que habría superado el récord establecido por el capitán Cook en tales proporciones «provocó algunos alzamientos de cejas escépticas» («caused some raised eyebrows»), pero pronto fue aceptado.

### James Clark Ross

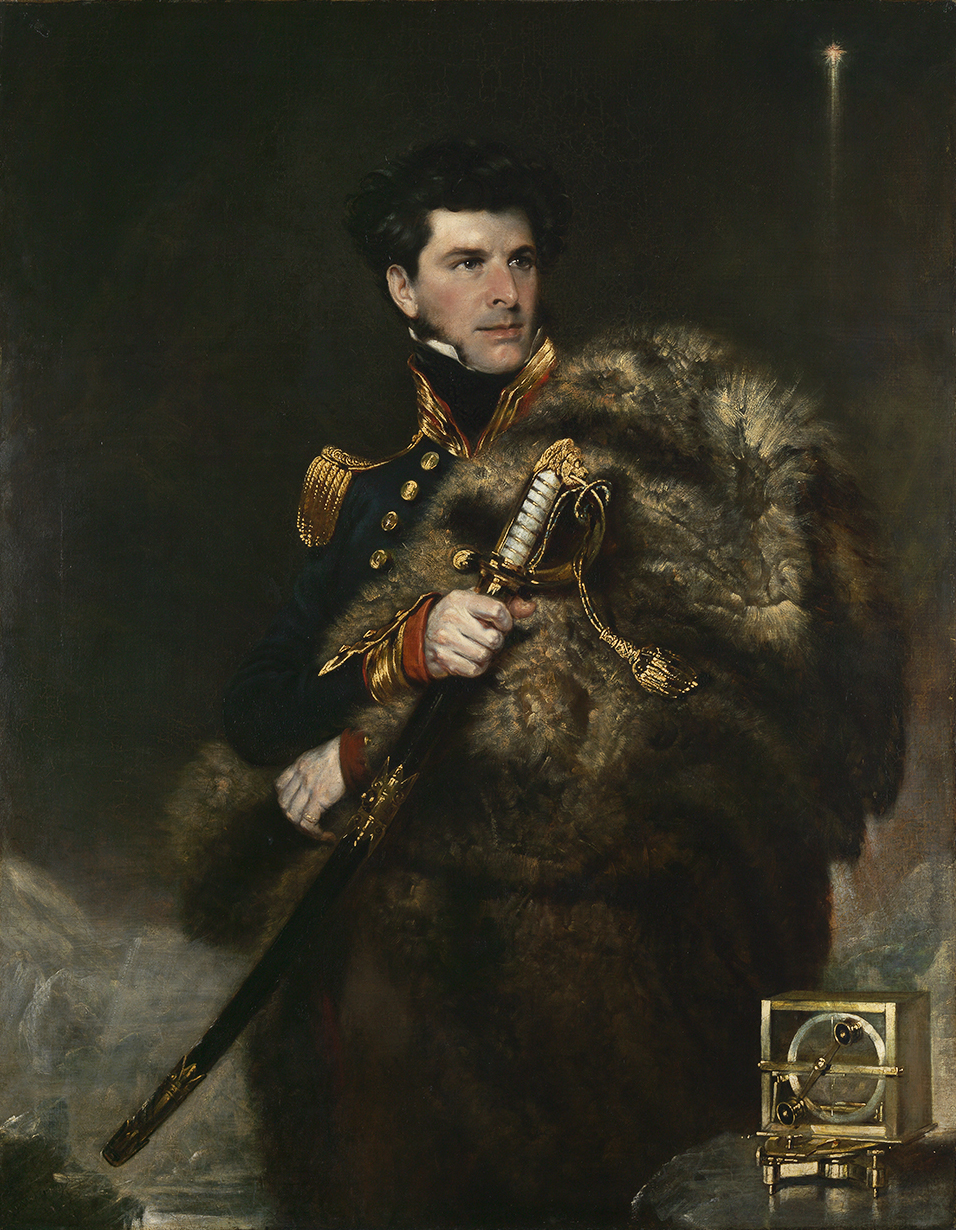
El capitán James Clark Ross

La expedición dirigida por James Clark Ross en la Antártida, de 1839 a 1843, con los buques HMS Erebus y el HMS Terror, fue una importante iniciativa de la Royal Navy, cuyo objetivo era poner a prueba las teorías de la época sobre el magnetismo y tratar de localizar el polo sur magnético. La expedición fue propuesta por primera vez por el astrónomo John Herschel y fue apoyada por la Royal Society y la Asociación Británica para el Avance de la Ciencia (British Association for the Advancement of Science). Ross tenía una experiencia considerable tanto en observaciones magnéticas como en la exploración del Ártico, en particular porque en mayo de 1831 fue miembro de un equipo que alcanzó el Polo Norte magnético. Parecían credenciales evidentes para nombrarle al mando de esta misión.
La expedición partió de Inglaterra el 30 de septiembre de 1839, y después de un viaje ralentizado por las numerosas paradas necesarias para realizar las observaciones magnéticas, llegó a Tasmania en agosto de 1840. Después de una pausa de tres meses impuesta por el invierno austral, la expedición se dirigió hacia el sureste el 12 de noviembre de 1840 y cruzó el círculo polar antártico el 1 de enero de 1841. El 11 de enero divisaron una línea de montañas que se extendía al sur. Ross nombró a esta zona Tierra de Victoria y las montañas que se encuentran en ella cadena del Almirantazgo. Siguieron la costa hacia el sur y franquearon el 23 de enero la «marca más al sur» anterior, la de James Weddell, en los 74°15′ S. Unos días más tarde, cuando la expedición se trasladó hacia el este para evitar la costa de hielo, se encontraron frente a dos volcanes, el monte Erebus y el monte Terror, nombrados en honor de los barcos de la expedición.
La Gran Barrera de Hielo, más tarde llamada en su honor «barrera de Ross», situada al este de esas montañas, constituyó un obstáculo insuperable que les impidió avanzar más al sur. Buscando un estrecho o una grieta, Ross exploró 480 kilómetros a lo largo de la barrera y llegó a una latitud sur, cerca del paralelo 78°S, en o alrededor del 8 de febrero de 1841. No consiguió encontrar un lugar donde fondear y que le hubiera permitido a la nave pasar el invierno, y por lo tanto decidió volver a Tasmania, donde llegó en abril de 1841.
Al año siguiente, Ross volvió y localizó una grieta en la barrera que le permitió alcanzar, el 23 de enero de 1842, su «punto más al sur» en los 78°9′30" S, una marca que siguió siendo imbatida los siguientes 58 años. Ross no fue capaz de desembarcar en el continente antártico, ni de encontrar la ubicación del polo sur magnético, aunque sus logros en la exploración científica y geográfica, a su regreso a Inglaterra, le otorgaron numerosos honores incluyendo el de ser nombrado caballero.

### La edad heroica de la exploración antártica
La expedición Challenger (1873-76), un viaje de investigación oceanográfica, exploró las aguas de la Antártida aunque no se acercó a la tierra misma; su investigación, sin embargo, demostró la existencia de un continente antártico. La que sería después conocida como la «edad heroica de la exploración de la Antártida» se inició en 1893, en el transcurso de una conferencia en la Royal Geographical Society, donde el profesor John Murray pidió la reanudación de la exploración en la Antártida: «La exploración regular y continua, laboriosa y sistemática de todas las regiones australes». Continuó este anuncio con un llamamiento al patriotismo británico: «¿Los británicos van a encargarse del último gran campo de la exploración marítima en la superficie de nuestra Tierra, o van a dejar que otros puedan estar destinados a sucedernos o suplantarnos sobre los mares?». En el siguiente cuarto de siglo, quince expediciones de ocho países diferentes se enfrentaron a ese reto. En la oleada de patriotismo generada por la convocatoria de Murray, y gracias a la influencia del entonces presidente de la Royal Geographical Society, Clements Markham, los esfuerzos británicos dieron particular importancia al establecimiento de nuevas marcas en la carrera hacia el punto más meridional, que adquirieron pronto las características de una verdadera carrera hacia el Polo Sur.

### Carsten Borchgrevink

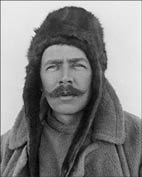
Carsten Borchgrevink

El noruego Carsten Borchgrevink había emigrado a Australia en 1888, donde trabajó con los equipos de exploración del interior antes de aceptar un puesto de profesor en Nueva Gales del Sur. En 1894, se unió a una expedición a la caza de ballenas y focas en la Antártida, dirigida por Henryk Bull. En enero de 1895, Borchgrevink formó parte de un grupo de la expedición que pretendió el primer desembarco confirmado en el continente antártico, en el cabo Adare. Borchgrevink decidió regresar con su propia expedición para invernar y explorar el interior, con el objetivo de localizar el polo sur magnético.
Borchgrevink regresó a Inglaterra, donde logró convencer al magnate de la expedición, George Newnes, para financiar hasta 40 000 libras, que corresponden a unos 3 millones de libras de 2008, con la única condición de que, a pesar de la falta de participantes de esa nación orgullosa, el proyecto se llamase «British Antarctic Expedition». Esta no era la gran expedición británica propuesta por Markham y el establishment geográfico, que mostró hostilidad y desprecio hacia Borchgrevink. El 23 de agosto de 1898, el barco de la expedición Southern Cross salió de Londres para el mar de Ross, y alcanzó el cabo Adare el 17 de febrero de 1899. Allí, el equipo de tierra desembarcó y se convirtió en el primero en pasar el invierno en el continente antártico, en una cabaña prefabricada.
El 28 de enero de 1900, la Southern Cross, de regreso, embarcó el equipo que permanceía en tierra y siguiendo la ruta que Ross había tomado hacía 60 años, navegando hacia el sur hasta la Gran Barrera de Hielo. Luego descubrieron que se había retirado unos 48 km al sur desde los días de Ross. Un equipo formado por Borchgrevink, William Colbeck y un sami llamado Savio, desembarcó con perros y trineos. Subieron a la barrera y realizaron el primer viaje en trineo en el lugar el 16 de febrero de 1900, consiguiendo una nueva «marca más al sur», los 78°50′ S. A su regreso a Inglaterra un año después, la expedición de Borchgrevink fue recibida con poco entusiasmo, a pesar de su historial en el sur.
El historiador David Crane señaló que si Borchgrevink hubiese sido oficial de la marina británica, su contribución al conocimiento de la Antártida habría sido mejor recibido, pero que «un marino/maestro de escuela noruego no tenía ninguna posibilidad de ser tomado nunca en serio».

### Robert Falcon Scott

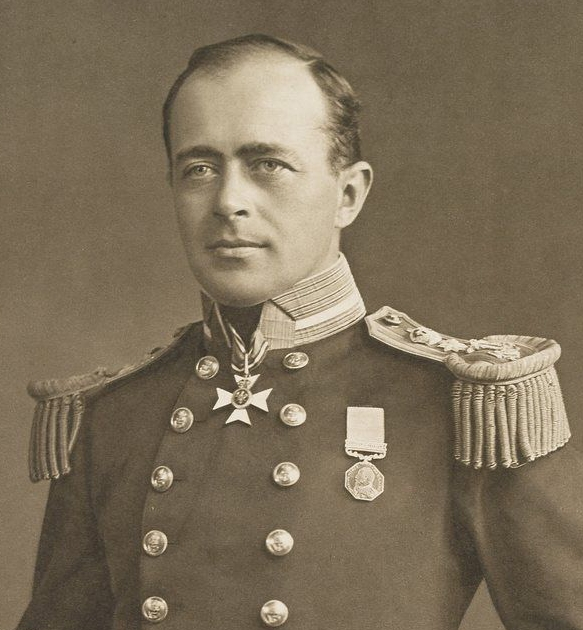
Robert Falcon Scott

La expedición Discovery (1901-1904) fue la primera de las expediciones a la Antártida al mando del capitán inglés Robert Falcon Scott. Aunque, según Edward Adrian Wilson, la intención era, si fuera posible, alcanzar el polo o descubrir nuevas tierras, no hay nada en los escritos de Scott, ni en los objetivos oficiales de la expedición que muestren que el Polo Sur era uno de los objetivos específicos. Sin embargo, un viaje al Polo estaba dentro de los límites oficiales definidos por la misión de Scott, que era «la exploración de la barrera de hielo de Sir James Ross [...] y esforzarse en resolver las cuestiones físicas y geográficas más importantes relacionadas con esta notable formación de hielo».
Este viaje fue realizado por Scott, Wilson y Ernest Shackleton. La expedición partió el 1 de noviembre de 1902 con varios equipos de apoyo. Uno de ellos, liderado por Michael Barne, incluso batió la marca de Carsten Borchgrevink el 11 de noviembre. Este evento se señala en el diario de Wilson. La marcha continuó, primero con condiciones climáticas favorables, aunque después encontró cada vez más dificultades causadas por la inexperiencia del equipo para las expediciones en el hielo, que les llevó a perder todos los perros, debido a una dieta pobre y a su uso excesivo. Superaron el paralelo 80°S el 2 de diciembre y, el 30 de diciembre, Wilson y Scott hicieron un corto viaje en esquís al sur de su campamento a fin de establecer un nuevo récord en los 82°17′ S. (Estas coordenadas pueden no ser exactas en la moderna cartografía: en relación con la foto de Shackleton y el croquis de Wilson, levantaron su último campamento en los 82°6′ S, y el punto alcanzado por Scott y Wilson serían los 82°11′ S.) Sea cual fuese la latitud precisa, superaron el punto más al sur de Borchgrevink en más de 400 km.

### Ernest Shackleton

Trayecto de la expedición en las tierras conocidas en la época.

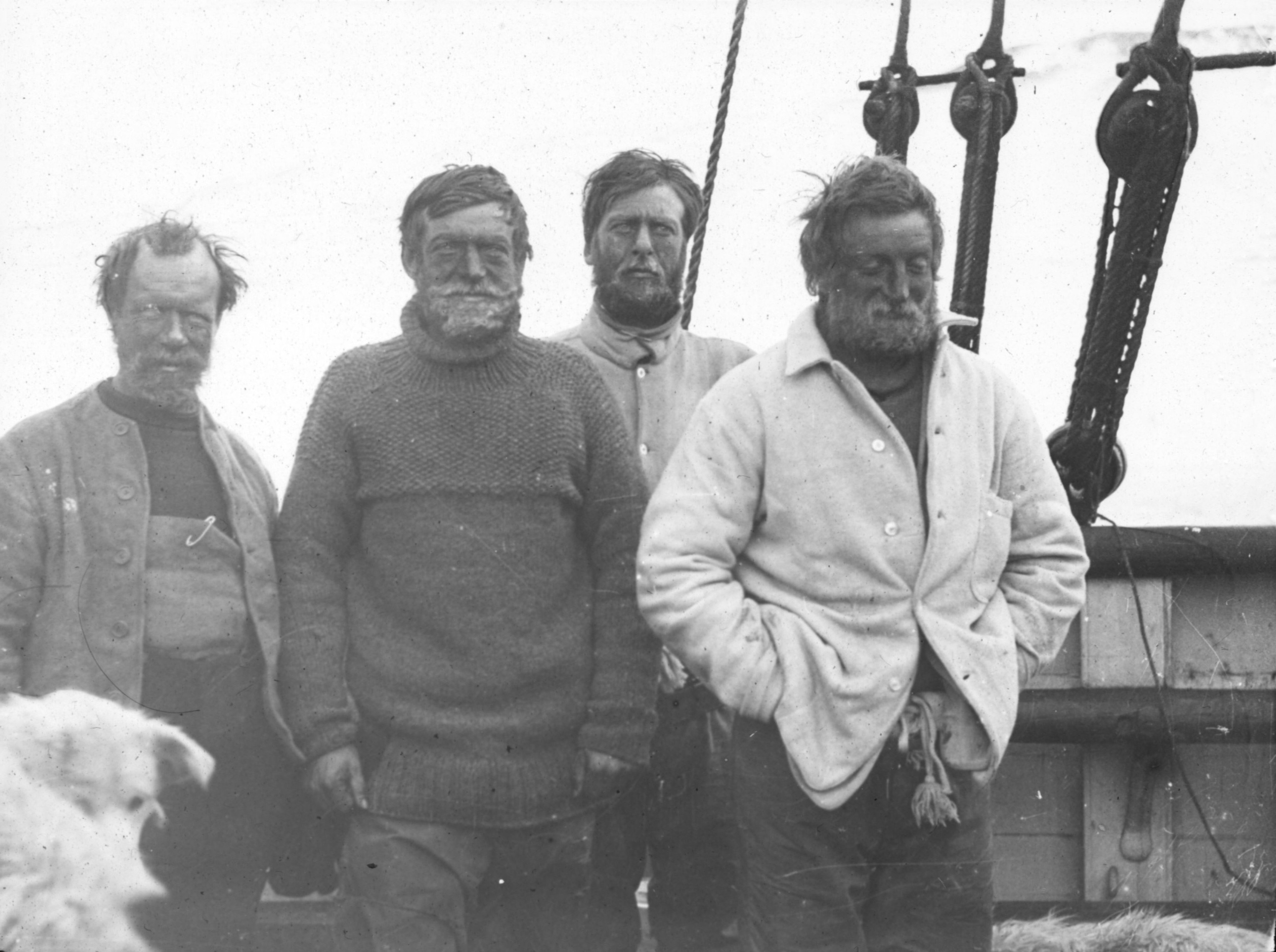
El equipo del polo Sur de la expedición Nimrod. De izquierda a derecha: Frank Wild, Ernest Shackleton, Eric Marshall y Jameson Adams.

Después de su participación en la expedición Discovery para alcanzar el «punto más al sur», Ernest Shackleton experimentó un desfallecimiento físico en el camino de regreso, y debió de ser repatriado a casa en el barco de asistencia al mando del capitán Scott. Cuatro años más tarde, buscando resarcirse, Shackleton organizó su propia expedición polar, la expedición Nimrod (1907-1909). Esta fue la primera expedición que tuvo como meta alcanzar el mismo Polo Sur y que desarrolló una estrategia específica para lograrlo.
Para apoyar su intento, Shackleton tuvo la innovadora idea de utilizar los ponis de Manchuria como caballos de tiro, además de los perros de trineo más tradicionales y de un vehículo de motor especialmente adaptado. Aunque los perros y el vehículo motorizado se utilizaron en muchas tareas, la asistencia al equipo que ayudaría al equipo a ganar el polo serían los ponis.
Ernest Shackleton y tres compañeros (Frank Wild, Eric Marshall y Jameson Adams) comenzaron su marcha el 29 de octubre de 1908. El 26 de noviembre cruzaron el «punto más al sur» al que había llegado el equipo de Scott en 1902. «Un día para recordar», escribió Shackleton en su diario, y señaló que habían llegado a este punto en un tiempo mucho menor que el empleado por el capitán Scott. El grupo de Shackleton continuó al sur, descubriendo y ascendiendo al glaciar Beardmore, justo en la meseta antártica. Siguieron su avance para llegar a su «punto más al sur» hasta los 88°23′ S, a una distancia de sólo 190 km del Polo Sur, el 9 de enero de 1909. Allí plantaron la bandera del Reino Unido que les había enviado la reina Alejandra de Dinamarca, y tomaron posesión de la meseta en nombre del rey Eduard VII. Ante la escasez de alimentos y suministros, decidieron emprender el regreso. Ese fue, a la vez, el punto más cercano jamás alcanzada en uno u otro de los dos polos. La ganancia de más de 6 grados al sur, desde el récord anterior de Scott, era el mayor avance del «punto más al sur» desde el que estableciera el capitán Cook en 1773. A su regreso a Inglaterra, Shackleton fue recibido como un héroe y nombrado caballero por el rey Edward VII. Esta marca solamente duraría dos años y 333 días, menos tiempo que la anterior, y algo más que la de Borchgrevink (dos años y 316 días).

## La conquista del Polo Sur

### Roald Amundsen

Mapa antártico del área del mar de Ross, con los recorridos de la expedición Terra Nova (verde) y la expedición de Amundsen (rojo).

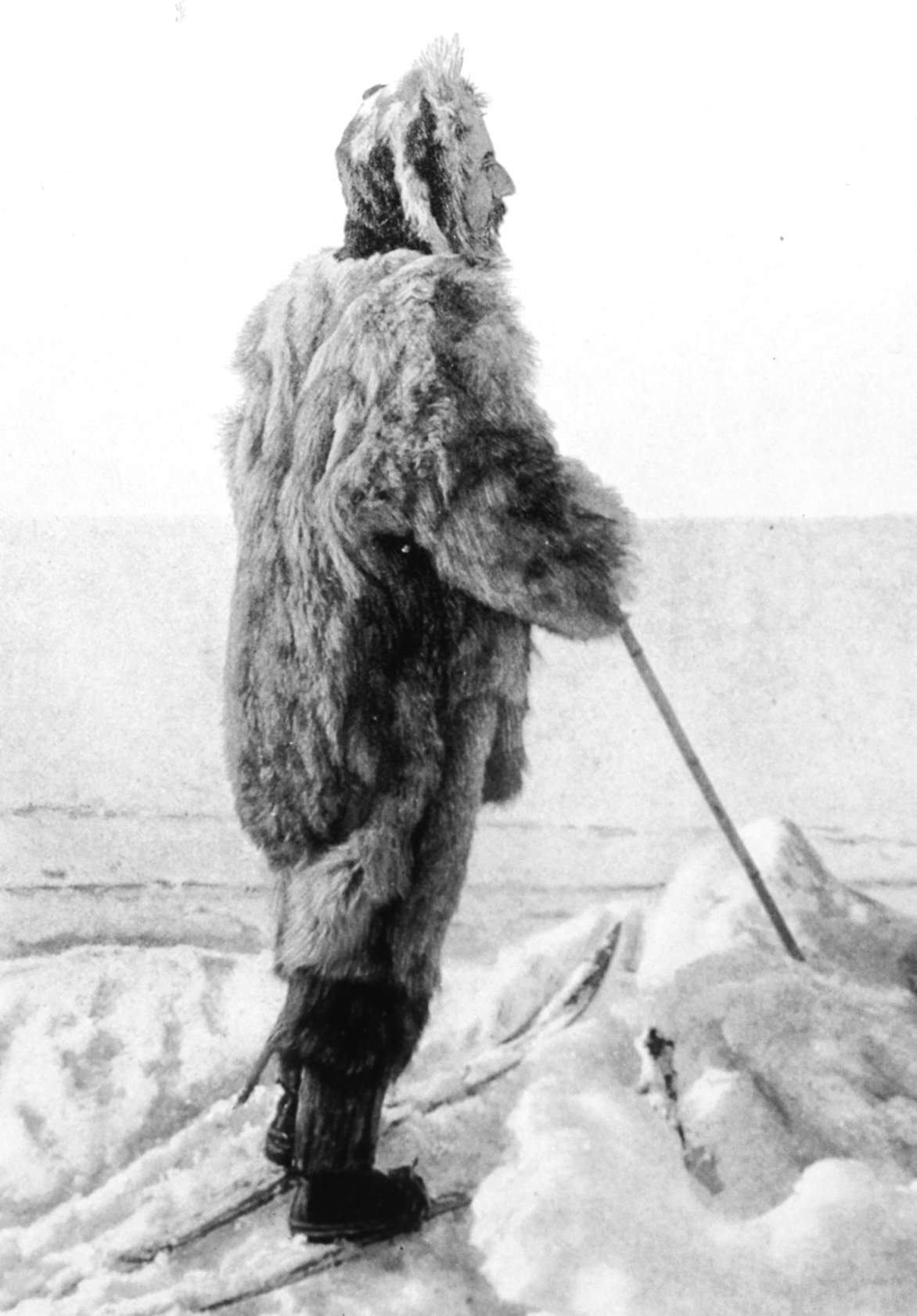
Roald Amundsen en la expedición Amundsen, 1911-12.

A raíz del fracaso parcial de Shackleton, Scott organizó una nueva expedición, la expedición Terra Nova (1910-13), cuyo principal objetivo, explícitamente, era conquistar el Polo Sur para el Imperio británico. Por la forma en que diseñó su expedición, Scott no tenía ninguna razón para creer que su intento sería desafiado. Sin embargo, el explorador noruego Roald Amundsen, que estaba desarrollando planes para una expedición al Polo Norte, cambió de intenciones cuando en septiembre de 1909 los estadounidenses Frederick Cook y Robert Peary reclamaron haber alcanzado el Polo Norte. Amundsen decidió entonces abordar la conquista del Polo Sur.
Amundsen ocultó sus nuevas intenciones hasta que su barco, el Fram (en noruego, el «Adelante») se adentró en el océano Atlántico, más allá del alcance de los medios de comunicación. Scott fue informado por telegrama de que un rival también estaba en la carrera, pero no tenía más opción que seguir adelante con sus propios planes desde la isla de Ross. Mientras tanto, el Fram llegó el 11 de enero de 1911 a la barrera de hielo de Ross, y encontró una grieta el 14 de enero, la bahía de las Ballenas, donde había desembarcado Carsten Borchgrevink once años antes. Esta ubicación fue elegida por Amundsen como campamento base, el Framheim, «la casa del Fram».
Después de nueve meses de preparativos, el viaje por tierra de Amundsen al Polo comenzó el 20 de octubre de 1911. Evitando la ruta conocida hacia la plataforma de la Antártida por el glaciar Beardmore, Amundsen llevó a su equipo, compuesto por cinco personas, al sur hasta alcanzar el 16 de noviembre las montañas Transantárticas. Subieron la meseta, aprovechando un nuevo descubrimiento, al que llamaron glaciar Axel Heiberg, y comenzaron la etapa final hacia el Polo Sur. La marca de Shackleton fue superada el 7 de diciembre y al Polo, en los 90°S, llegaron el 15 de diciembre de 1911. El perfecto control de los esquís y los trineos de perros del equipo noruego resultaron decisivos. Los cinco hombres del equipo de Scott llegaron al Polo Sur treinta y tres días más tarde y todos ellos, entre los que estaba Lawrence Oates, perecieron en su viaje de regreso. Desde los viajes del capitán James Cook, todas las expediciones que lograron batir la marca al sur habían sido británicas, pero el triunfo final fue noruego.

## Después

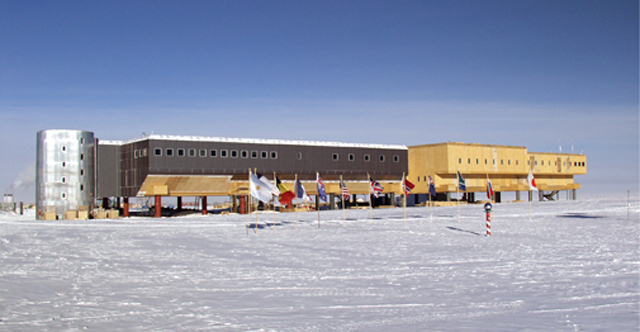
La base antártica Amundsen-Scott, fotografiada en 2006.

Desde la expedición de Scott, en enero de 1912, nadie visitó el polo durante los siguientes casi dieciocho años.
El 28 de noviembre de 1929, Richard Byrd, comandante de la marina de los EE. UU. y más tarde contralmirante, acompañado de tres hombres, sobrevoló el Polo Sur en avión.
Veintisiete años más tarde, el contralmirante George Dufek fue el primero en poner un pie en el Polo desde Scott, el 31 de octubre de 1956, cuando él y la tripulación del Douglas C-47 Skytrain "Que Sera Sera" aterrizaron en el mismo Polo.
Entre noviembre de 1956 y febrero de 1957, fue construida la primera base antártica permanente de investigación del Polo Sur, que fue bautizada con el nombre Amundsen-Scott («Amundsen-Scott South Pole Station») en honor de los dos pioneros. Desde entonces, la estación ha sido considerablemente ampliada, pudiendo albergar en 2008 a 150 científicos y personal de apoyo.
El vuelo de Dufek proporcionó una ayuda considerable a la expedición Fuchs-Hillary, de 1955 hasta 1958, dirigida por Vivian Fuchs, que, el 19 de enero de 1958, se convirtió en la primera expedición terrestre en alcanzar el Polo desde la desgraciada expedición de Scott.

## Cronología de las marcas
| Líder de la expedición              | País        | Latitud alcanzada     | Localización                          | Fecha                   | Ref. (mapa) | Mapa                                                       |
| ----------------------------------- | ----------- | --------------------- | ------------------------------------- | ----------------------- | ----------- | ---------------------------------------------------------- |
| Fernando de Magallanes              | España      | 54°S (aproximada)     | Estrecho de Magallanes                | Noviembre de 1521       | A           | Posiciones de récords del «Sur más lejano» de 1521 à 1911. |
| Francisco de Hoces                  | España      | 55°59′ (especulativa) | Cabo de Hornos                        | Enero de 1526           | B           | Posiciones de récords del «Sur más lejano» de 1521 à 1911. |
| Francis Drake                       | Inglaterra  | 55°59′ (especulativa) | Cabo de Hornos                        | Octubre de 1578         | B           | Posiciones de récords del «Sur más lejano» de 1521 à 1911. |
| Bartolomé y Gonzalo García de Nodal | España      | 56°30′                | Pasaje de Drake : islas Diego Ramírez | Febrero de 1619         | C           | Posiciones de récords del «Sur más lejano» de 1521 à 1911. |
| James Cook                          | Inglaterra  | 66°20′                | SE de Le Cap                          | 17 de enero de 1773     | D           | Posiciones de récords del «Sur más lejano» de 1521 à 1911. |
| James Cook                          | Inglaterra  | 71°10′                | SE de Nueva Zelanda                   | 30 de enero de 1774     | E           | Posiciones de récords del «Sur más lejano» de 1521 à 1911. |
| James Weddell                       | Reino Unido | 74°15′                | Mar de Weddell                        | 20 de febrero de 1823   | F           | Posiciones de récords del «Sur más lejano» de 1521 à 1911. |
| James Clark Ross                    | Reino Unido | 78° (aproximada)      | Mar de Ross                           | 8 de febrero de 1841    | G           | Posiciones de récords del «Sur más lejano» de 1521 à 1911. |
| James Clark Ross                    | Reino Unido | 78°9′30″              | Mar de Ross                           | 23 de enero de 1842     | G           | Posiciones de récords del «Sur más lejano» de 1521 à 1911. |
| Carsten Borchgrevink                | Reino Unido | 78°50′                | Barrera de Ross                       | 16 de febrero de 1900   | H           | Posiciones de récords del «Sur más lejano» de 1521 à 1911. |
| Robert Falcon Scott                 | Reino Unido | 82°17′                | Barrera de Ross                       | 30 de diciembre de 1902 | I           | Posiciones de récords del «Sur más lejano» de 1521 à 1911. |
| Ernest Shackleton                   | Reino Unido | 88°23′                | Sur de la meseta Antártica            | 9 de enero de 1909      | J           | Posiciones de récords del «Sur más lejano» de 1521 à 1911. |
| Roald Amundsen                      | Noruega     | 90°                   | Polo Sur                              | 15 de diciembre de 1911 | K           | Posiciones de récords del «Sur más lejano» de 1521 à 1911. |